# Basler Läckerli
Les Läckerli de Bâle (en allemand Basler Läckerli) sont de petits gâteaux proches du pain d'épices, à base de miel, de fruits confits et d'amandes. Les biscuits sont découpés en petits carrés, puis glacés.
Ils portent le nom de la ville dont ils sont originaires, Bâle (le mot Läckerli signifiant « douceur », « friandise »).

## Histoire
Au XIVe siècle, les boulangers spécialisés dans la confection de ces gâteaux se nommaient Lebkücher et appartenaient à la corporation zur Safran (marchands d'épices à la Imbergässlein). Ils confectionnaient des Lebkuchen.
Selon la légende, c'est à l'époque du concile de Bâle (1431-1449) que fut créé un petit gâteau d'épices destiné aux participants du concile. Les Lebkuchen étaient jugés indignes pour les gens de l'Église ; aussi une variante plus raffinée fut confectionnée pour l'occasion : le Läckerli. Le terme de Basler Läckerli apparaît officiellement pour la première fois en 1720,.
Toutefois, après des recherches approfondies, la théorie qui soutient que les Läckerli de Bâle ont été créés au XVe siècle siècle pour les membres du concile de Bâle se révèle fausse. En effet, les archives d’État de Bâle-Ville, notamment les dossiers de la douane et ceux des commerces, prouvent clairement que les ingrédients entrant dans la composition des Läckerli de Bâle n’étaient pas encore sur le marché à cette époque. Les Lebkuchen de cette période étaient fabriqués à base de farine de seigle, de miel et d’épices, mais il n’y a aucune comparaison avec les Läckerli d’aujourd’hui.
L’histoire des Läckerli de Bâle remonte néanmoins à quelques centaines d’années et commence avec l’apparition de la confiserie. En Suisse, c'est au XVIIe siècle que l'on trouve la trace des premières recettes de Läckerli. D’autres suivront au XVIIIe siècle et XIXe siècle.